# オゥファィルフォス

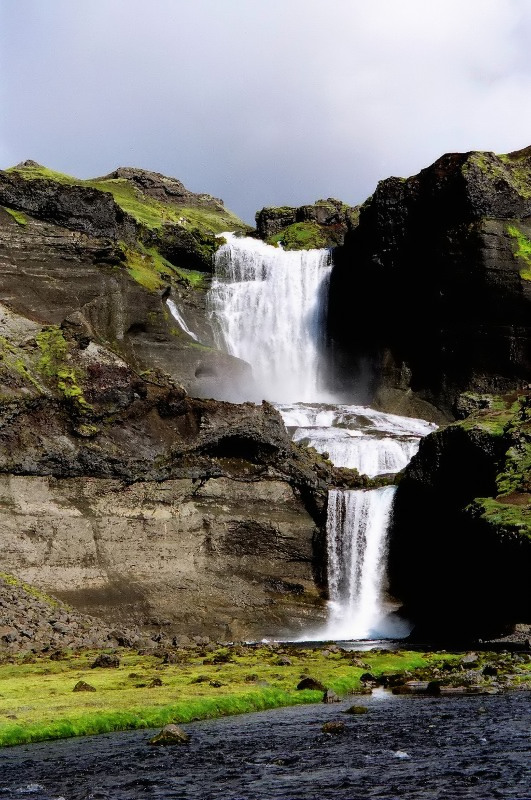
オゥファィルフォス (2006年8月)。

オゥファィルフォス (氷語: Ófærufoss、「越し難い滝」の意) はアイスランド中央高地の南部、エルトギャゥの近くにある滝。かつて滝の中ほどをまたぐ天然橋があることで有名だったが、1993年の春が来る前の冬に増水で崩落してしまった。